# Леонидас (город)
Леонидас (англ. Leonidas) — город в округе Сент-Луис, штат Миннесота, США. На площади 3,6 км² (3,4 км² — суша, 0,2 км² — вода), согласно переписи 2002 года, проживают 60 человек. Плотность населения составляет 17,4 чел./км².
- FIPS-код города — 27-36530[1]
- GNIS-идентификатор — 0661705[2]